# Кеннеди, Марк (футболист)
Марк Джон Кеннеди (англ. Mark John Kennedy; род. 15 мая 1976, Дублин) — ирландский футболист, защитник; тренер.

## Карьера

### «Миллуолл»
Кеннеди начал свою профессиональную карьеру в «Миллуолле», дебютировав 24 апреля 1993 года в возрасте шестнадцати лет в победном матче над «Чарльтоном» (1:0). По прошествии трёх лет на «Олд Бен» (стадион «Миллуолла») Марк был вызван в молодёжную сборную Ирландии. В 1995 году Кеннеди привлёк своё внимание мощным прорывом и голом на «Хайбери», выбив лондонский «Арсенал» в Кубке Англии.

### «Ливерпуль»
На фоне успехов игрока основным претендентом на игрока стал «Ливерпуль». В марте 1995 года клуб приобрёл игрока за первоначальный взнос в 1,5 миллиона фунтов стерлингов (потенциально может возрасти до 2,3 миллионов фунтов стерлингов), что сделало его самым дорогим футболистом-тинейджером в истории Великобритании (на тот момент). Тем не менее Марк не проявил себя на «Энфилде». Ему удалось провести всего 18 матчей в течение трёх сезонов, а последнее время в «Ливерпуле» Марк провёл в аренде в КПР.